# Testování covidu-19

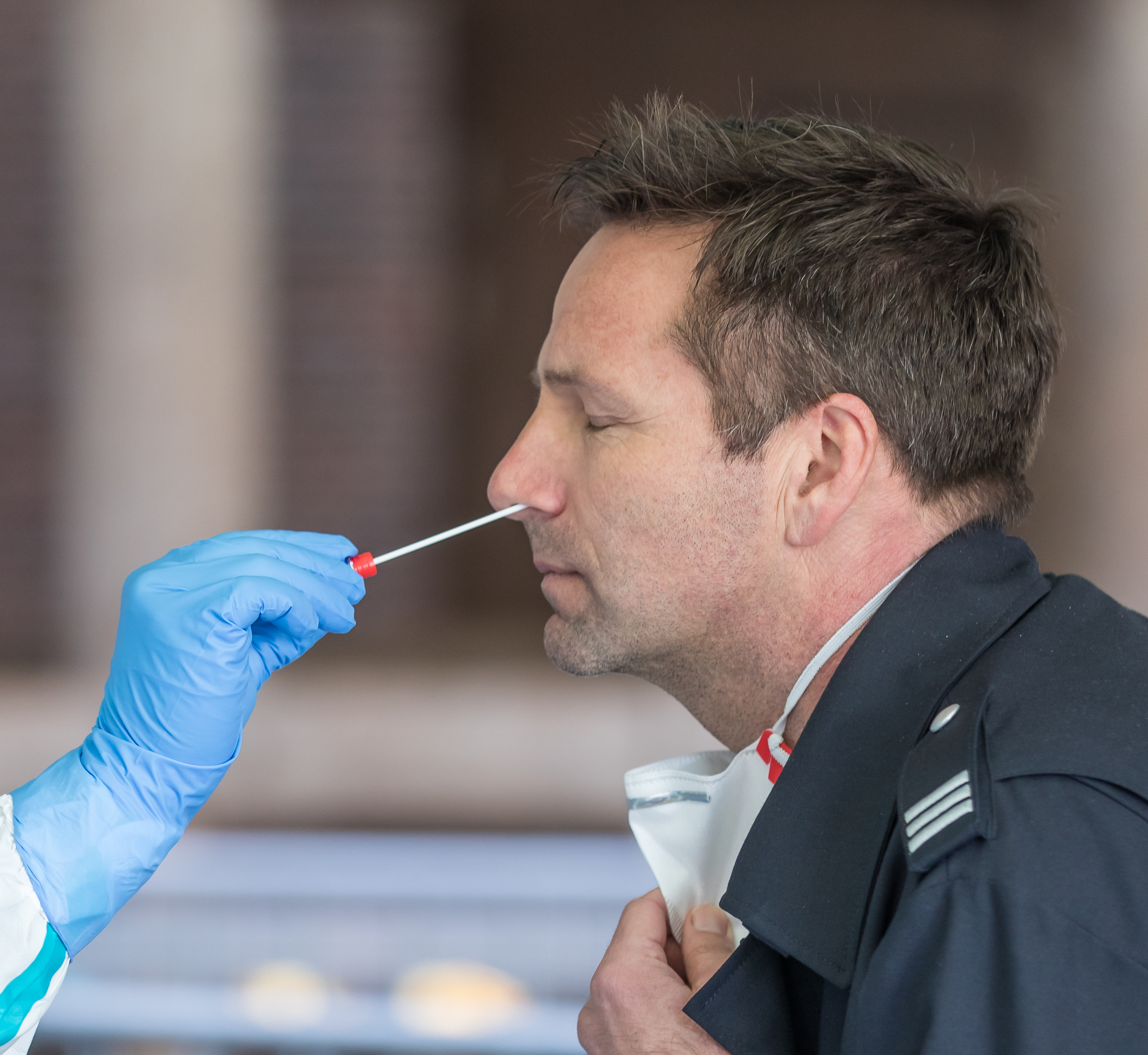
Odebírání vzorku výtěrem z nosohltanu

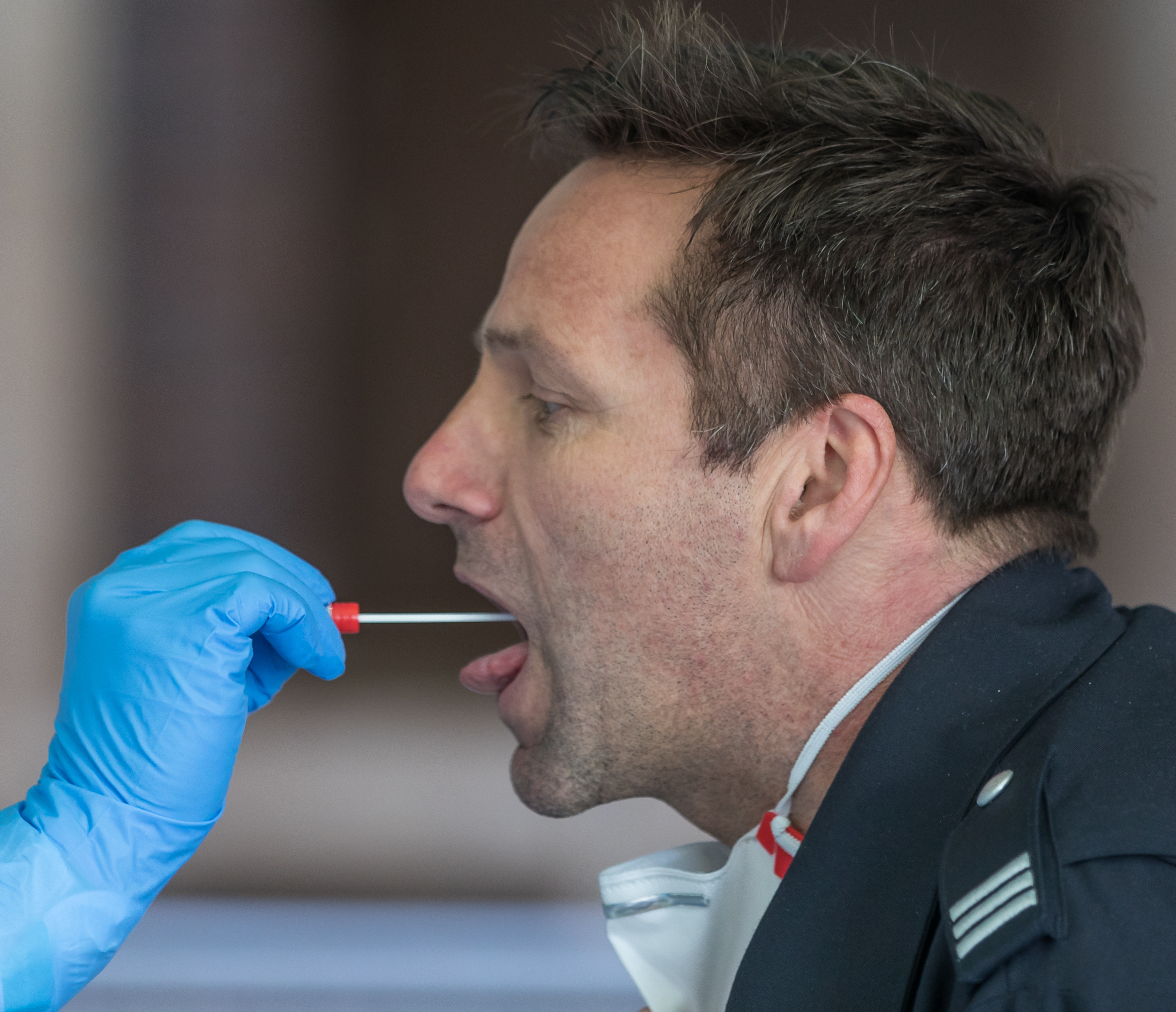
Odebírání vzorku výtěrem z hrdla

Testování covidu-19 zahrnuje především laboratorní metody, vedoucí k průkazu akutní či prodělané infekce virem SARS-CoV-2. Vyhledávání a testování potenciálních nakažených je jedním ze základních pilířů epidemiologické surveillance (sledování výskytu nemoci) a je proto důrazně doporučováno Světovou zdravotnickou organizací (WHO).

## Testovací metody

### Průkaz virové RNA

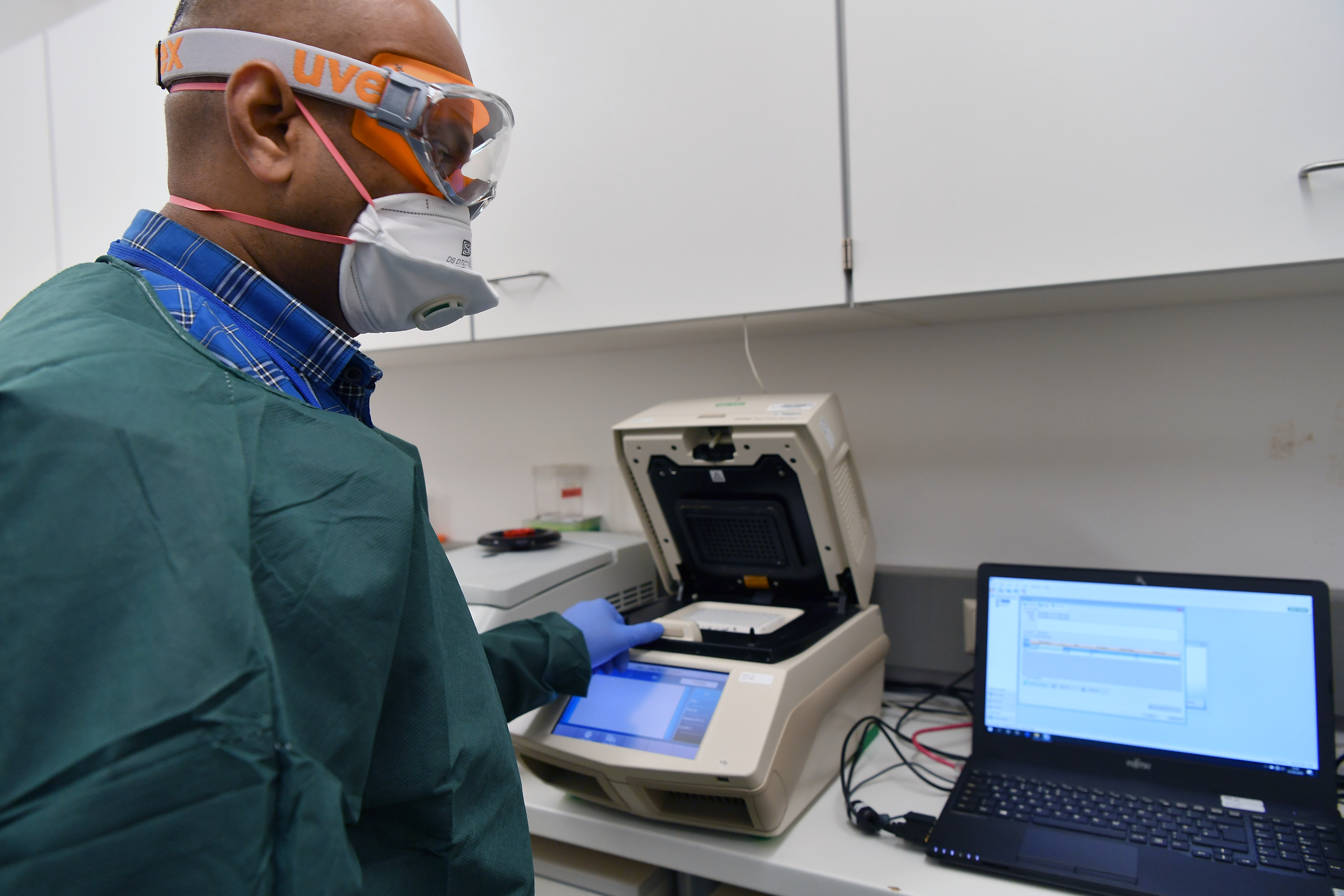
Vyhodnocování real-time PCR testů

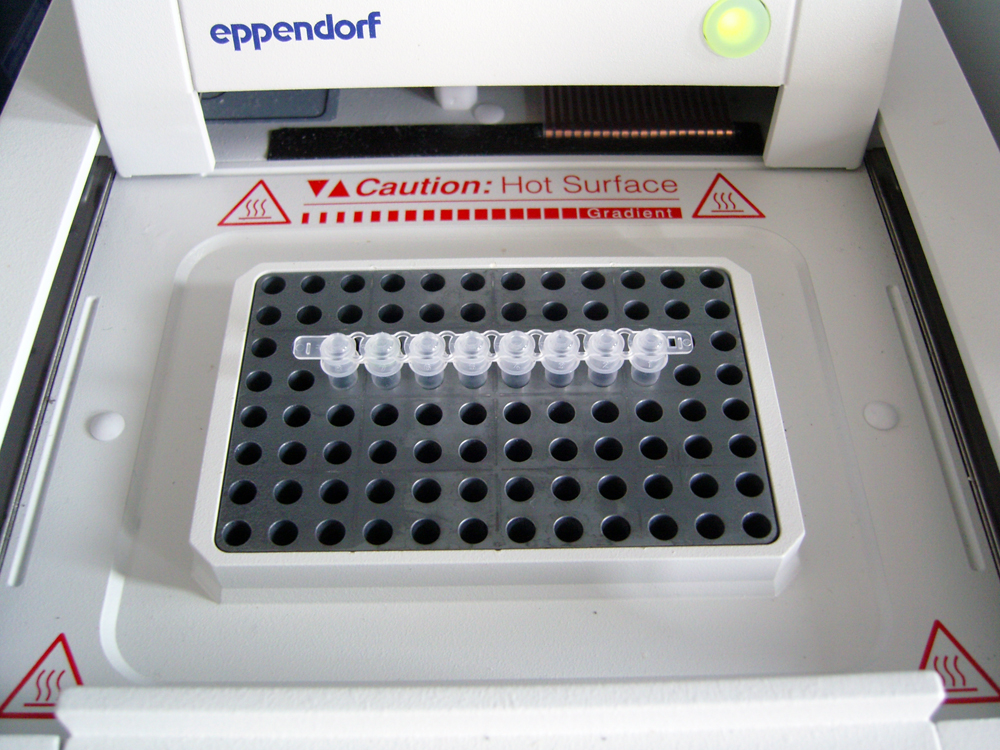
Termocykler na vyhodnocování PCR testů

K rutinnímu průkazu infekce se používají testy, detekující přímo genetickou informaci viru (ribonukleovou kyselinu – RNA) ve vzorku od pacienta. Za vhodný vzorek se považuje výtěr z hltanu, nosohltanu, případně z dolních cest dýchacích, odebraný například během bronchoskopie či intubace pacienta. Virová RNA se prokazuje metodou kvantitativní polymerázové řetězové reakce (anglicky real-time PCR nebo zkratka qPCR), která umožňuje přímo kvantifikovat množství virové RNA ve vzorku. Koncem března 2020 bylo v USA ve zrychleném procesu schvalování autorizováno použití tzv. point-of-care testů ke kvalitativní detekci virové RNA, které umožní prokázat infekci během 45 minut. 

### Antigenní testy
Antigenní testy patří do skupiny testů přímého průkazu viru. U nich se netestuje ribonukleová kyselina, nýbrž antigen, bílkovina, která se objeví na vzorku z dýchací soustavy, pokud se virus v dané chvíli aktivně replikuje. Proto je tento test vhodný k odhalení právě probíhající infekce. Provádí se výtěrem z nosohltanu. K vyhodnocení není potřeba laboratoř, výsledek je znám do 30 minut. Spolehlivost antigenního testu ale ovlivňuje například koncentrace viru či doba od nástupu nemoci. Některé nakažené tedy tento test nemusí odhalit.
Pro testování SARS-CoV-2 jsou antigenní testy k dispozici od konce léta 2020. Návod na používání a interpretaci výsledků antigenního testu a platné algoritmy publikovalo Ministerstvo zdravotnictví v listopadu.

### Průkaz protilátek
Průkaz protilátek v krvi (séru) pacienta je tzv. sérologickým testem. Infekce SARS-CoV-2 vyvolává obdobně jako jiné infekce produkci protilátek proti bílkovinám viru buňkami imunitního systému. Většina infikovaných jedinců vyvine protilátky do 5–10 dnů od počátku příznaků infekce. Vzhledem k tomuto relativnímu zpoždění v tvorbě protilátek se sérologické testy nehodí k akutnímu testování nemocných. Význam mají ve zpětném průkazu infekce u jedinců s lehkými či žádnými příznaky onemocnění. Z tohoto pohledu jsou důležité k posouzení celkového rozsahu epidemie a jsou nedílnou součástí epidemiologické surveillance. Ovšem testují se jen protilátky IgG, někdy IgM, ale imunoglobulin A prakticky nikoli, což značně podceňuje odhady rozšíření nemoci.

## Zajímavosti
V noci, kdy je aktivita viru v těle nižší, jsou testy méně spolehlivé.

### Vývoj vlastních testů v AV ČR
Akademie věd České republiky spustila vlastní webový portál Laboratoře proti koronaviru, který slouží ke koordinaci práce laboratoří, které se podílejí na testování vzorků.
V České republice se do vývoje vlastních testovacích kitů zapojil tým z UOCHB AV ČR, který spolu vyvinul vlastní metodu izolace virové RNA ze vzorků odebraných pacientům. Metoda je založena na použití originálních magnetických nanočástic z dílny Radka Zbořila z olomouckého RCPTM. Postupně je validována ve spolupráci s 2. LF UK, nemocnicí Na Bulovce a Státním zdravotním ústavem. V projektu je zapojen i Biocev, ÚMG AV ČR a CEITEC. 7 milionů korun na výzkum a vývoj nových diagnostických testů pro onemocnění covid-19 darovala firma IOCBTech, dceřiná společnost Ústavu organické chemie a biochemie AV ČR.
Akademie věd České republiky spolupracuje s Genomic Research Centre, Academia Sinica, Taipei, Tchaj-wan. Ten poskytuje vědecké obci zdarma vlastní rekombinantní a glykosylovaný spike protein viru propagovaný na lidských HEK 293 buňkách v rozpustné formě bez transmembránové domény.